# 게임 목록
게임 목록은 다음과 같다.
- 보드 게임 목록
- 비디오 게임 목록

| Disambiguation icon | 이 문서는 명칭이 같고 같은 종류에 속하는 여러 대상을 연결하는 색인 문서입니다. |